# Lac à la Croix (rivière à la Croix)
Pour les articles homonymes, voir Croix et Lac à la Croix.
Le lac à la Croix est un plan d'eau douce dans le bassin versant de la rivière à la Croix et de la rivière Saint-Jean. Ce plan d’eau est situé dans la municipalité de Saint-Félix-d'Otis, dans la MRC de Le Fjord-du-Saguenay, dans la région administrative de la Saguenay–Lac-Saint-Jean, dans la province de Québec, au Canada.
Le chemin du Lac-à-la-Croix donne l’accès au bassin versant du lac à la Croix pour les besoins de la foresterie et des activités récréotouristiques.
La foresterie constitue la principale activité économique du secteur ; les activités récréotouristiques, en second.
La surface du lac à la Croix est habituellement gelée du début de décembre à la fin mars, toutefois la circulation sécuritaire sur la glace se fait généralement de la mi-décembre à la mi-mars.

## Géographie
L’embouchure du lac à la Croix est situé à environ 4,8 km au nord de la limite des régions administratives de Saguenay–Lac-Saint-Jean et de la Capitale-Nationale. Les principaux bassins versants voisins du lac à la Croix sont :
- côté nord : lac de Sable, rivière Saguenay ;
- côté est : lac Potvin, lac des Bornes, lac Arvida, ruisseau Benouche, rivière Éternité, rivière Saint-Jean ;
- côté sud : lac des Cœurs, lac Cazot, ruisseau Nazaire, lac Éternité ;
- côté ouest : lac Otis, rivière à la Croix, ruisseau aux Cailles, rivière Saguenay, Baie des Ha! Ha![2].

Le lac à la Croix comporte une longueur de 4,3 km en forme d’étoile de concombre, une largeur maximale de 0,7 km, une altitude est de 202 m et une superficie de km2. Ce lac est alimenté notamment par quelques ruisseaux de montagne dont la décharge du lac Pitre et du lac Rond, la décharge du lac des Cœurs, la décharge du lac de la Sucrerie et du lac Mélasse et la décharge des lacs Sergerie et Wellie. Ce lac comporte une baie étroite s’étirant sur 1,7 km vers l’est. Son embouchure est située au fond d’une petite baie du nord-ouest, à :
- 2,6 km au sud du lac de Sable ;
- 3,5 km au nord-est de l’anse à Pierre du lac Otis ;
- 5,0 km au sud de l’anse aux Érables situé sur la rive sud de la rivière Saguenay ;
- 7,8 km au nord-ouest du lac Éternité ;
- 7,8 km à l’est de la confluence de la rivière à la Croix et de la rivière Saguenay ;
- 8,3 km au nord du lac Brébeuf ;
- 38,5 km à l’est du centre-ville de Saguenay[2].

À partir de la confluence du lac à la Croix, le courant suit le cours de :
- la rivière à la Croix sur 8,6 km vers l’ouest ;
- la rivière Saguenay sur 79,7 km vers l’est jusqu’à Tadoussac où il conflue avec l’estuaire du Saint-Laurent.

## Toponymie
Le toponyme lac à la Croix a été officialisé le 5 décembre 1968 par la Commission de toponymie du Québec.